# Fort Cobb
Fort Cobb – miasto w Stanach Zjednoczonych, w stanie Oklahoma, w hrabstwie Alfalfa.